# Obligations to the Odd
Obligations to the Odd är Voice of a Generations andra studioalbum, utgiven på CD och LP på Sidekicks Records 1999.

## Låtlista
All text och musik av Voice of a Generation.
1. "Billy Boy"
2. "Dogma 83"
3. "Trigger Ed"
4. "Stars and Hormones"
5. "5150"
6. "Substance of Joy"
7. "My Generation"
8. "Ruck n' Roll Retro"
9. "Sir Harris at Large"
10. "My Word My Way"
11. "Whispers of Fun"
12. "In and Out"
13. "From What I Last Heard"
14. "Our Blue East Side"

## Singlar

### My Generation
1. "My Generation"
2. "Mainstream Civil War"
3. "Come On In"

### Billy Boy
1. "Billy Boy"
2. "Work"
3. "You're a Fool"
4. "Ultraspecial"

## Personal
- 212 – gitarr
- Charlie Voice – sång
- Dan Swanö – mixning, ljudtekniker
- El Diablo – trummor
- Georgo – tekniker
- Kim Belly – gitarr
- Lärmöga – bakgrundssång
- Magnus Larnhed – producent, mixning
- Michael Lohse – piano på "Trigger Ed"
- Mike Fact – bakgrundssång
- Peter in de Betou – mastering
- Simon Riddle – bas
- Skinnskattebergs SK – bakgrundssång på "Our Blue East Side"

## Mottagande
Dagens skiva gav betyget 6/10.

### Fotnoter
1. ↑  ”Obligations to the Odd”. Discogs.com. http://www.discogs.com/Voice-Of-A-Generation-Obligations-To-The-Odd/release/2017327. Läst 25 januari 2012.
2. ↑  ”Obligations to the Odd”. Burning Heart Records. http://www.burningheart.com/bands/index.php?id=101&bio=2. Läst 26 januari 2012.
3. ↑  ”Ösig sing-a-long-punk”. Dagensskiva.com. http://dagensskiva.com/1999/05/13/voice-of-a-generation-obligations-to-the-odd/. Läst 26 januari 2012.